# Estación de Campus Norte
La estación de Campus Norte (en catalán Campus Nord) de las líneas 9 y 10 del metro de Barcelona estará ubicada en la calle de John Maynard Keynes con la calle del Ejército. Dará servicio al Campus Norte de la Universidad Politécnica de Cataluña. Se espera su inauguración entre 2029 y 2030, aunque actualmente las obras están paralizadas.
La estación tendrá dos accesos además de escaleras mecánicas y ascensores.
| << cabecera   | < estación         | línea     | estación >    | cabecera >> |
| ------------- | ------------------ | --------- | ------------- | ----------- |
| Metro         |                    |           |               |             |
| Aeropuerto T1 | Zona Universitaria | (2029/30) | Manuel Girona | Can Zam     |
| Pratenc       | Zona Universitaria | (2029/30) | Manuel Girona | Gorg        |